# Pietro de Marino
 (juillet 2024).
Si vous disposez d'ouvrages ou d'articles de référence ou si vous connaissez des sites web de qualité traitant du thème abordé ici, merci de compléter l'article en donnant les références utiles à sa vérifiabilité et en les liant à la section « Notes et références ».
Pietro de Marino, né à Naples à une date inconnue et mort dans cette même ville en 1673, est un architecte italien qui fut actif à Naples entre 1629 et 1666. C'est un acteur secondaire de l'architecture du baroque napolitain.

## Biographie
Il commence sa carrière comme collaborateur de Bartolomeo Picchiatti. Entre 1643 et 1654, il travaille pour l'établissement des oblates fondées par Sœur Ursule Benincasa (1547-1618). Protégé par le vice-roi, il rédige en 1654 avec l'ingénieur Natale Longo une expertise concernant le mur claustral de l'ermitage de la chartreuse San Martino.
Pietro de Marino est l'auteur de nombreux projets d'édifices sacrés napolitains. Une de ses œuvres les plus notables est l'église Santa Maria di Montesanto. Il la conçoit entièrement y compris son couvent, mais la coupole est construite après sa mort par Dionisio Lazzari. Il bâtit aussi le couvent San Potito et son église conventuelle. Il dessine le plafond à caissons de l'église Santa Maria Regina Coeli.
Il restaure la basilique San Pietro ad Aram avec Giovanni Mozzetta. Il conçoit encore l'église Santa Maria della Pace et à la fin de sa vie l'église Santi Bernardo e Margherita, toutes les deux amplement remaniées au XVIIIe siècle.